# Fontaine Montefiore

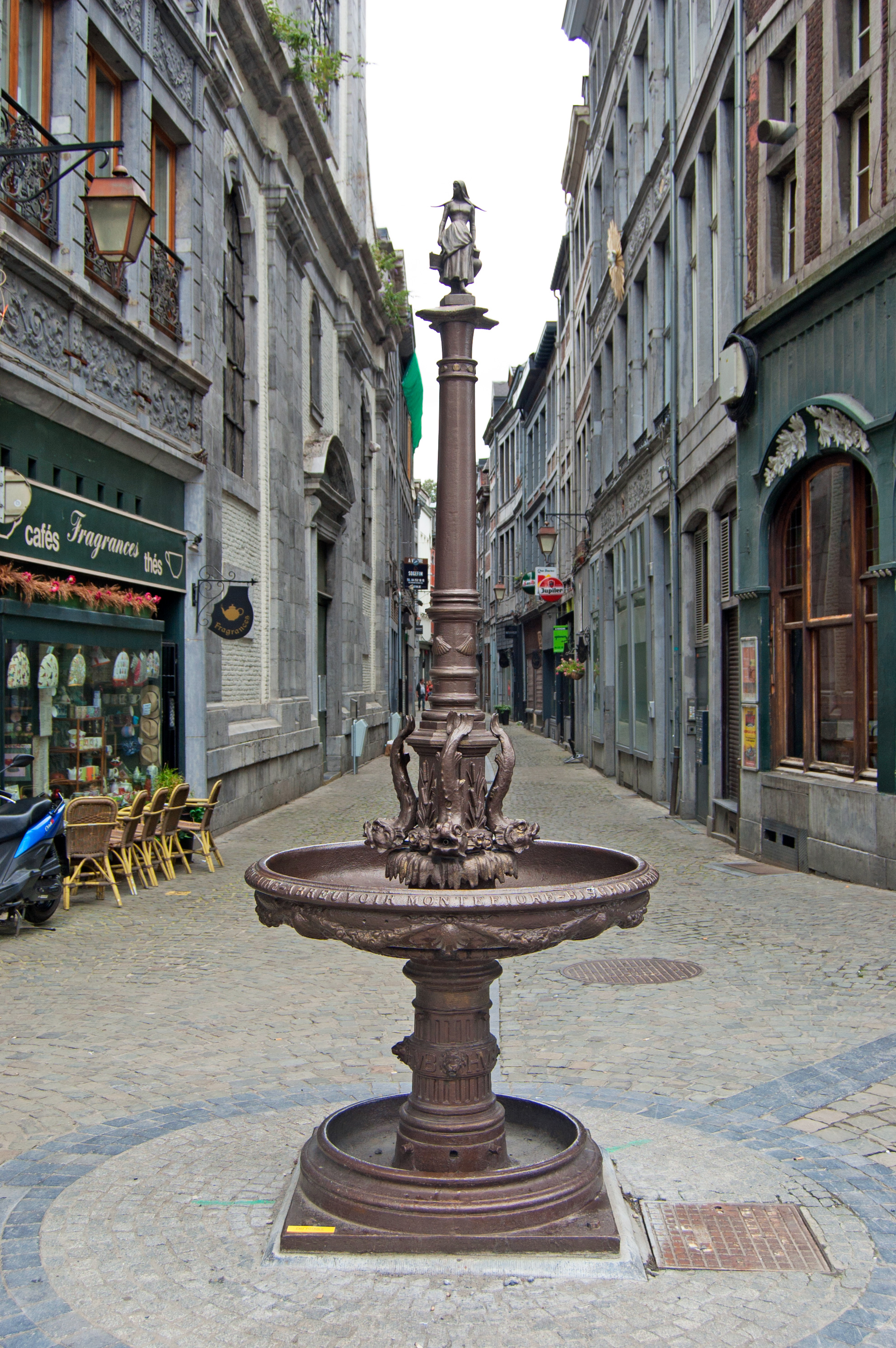
La fontaine Montefiore de Neuvice en 2021.

Les fontaines Montefiore sont des fontaines-abreuvoirs publiques d'eau potable parsemant la ville de Liège, en Belgique.
À l'origine au nombre de vingt et conçues autant pour les habitants que les animaux, elles sont offertes à la ville en 1888 et 1891 par la philanthrope Hortense Montefiore-Bischoffsheim, épouse de Georges Montefiore-Levi, industriel et homme politique liégeois. Endommagées et supprimées au fil des décennies, elles sont au début du XXIe siècle au nombre de cinq, à de nouveaux emplacements.

## Histoire

### XIXesiècle

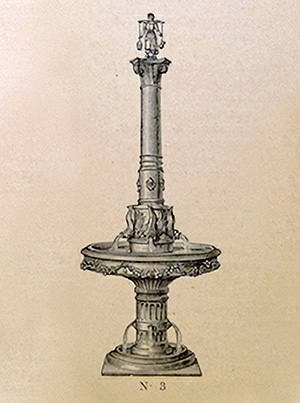
Illustration du modèle utilisé pour les fontaines Montefiore dans le catalogue de la Compagnie générale des conduites d'eau.

À la fin du XIXe siècle, à peine la moitié des maisons de Liège dispose de l'eau courante et en a besoin pour ses tâches quotidiennes et abreuver les animaux de traits (les chevaux et les chiens) encore fort utilisés à l'époque. Dans les années 1880, la Société royale protectrice des animaux, qui fête son 25e anniversaire en 1888, projette d'offrir à la ville des fontaines-abreuvoirs d'eau potable destinés aux habitants et aux animaux pour marquer l'occasion,.
Pour cet évènement, deux offres sont alors faites à la ville : celle de Hortense Montefiore, une offre pour dix fontaines acceptée lors du conseil communal du 30 avril 1888, et celle de la SRPA, une offre pour une unique fontaine acceptée lors du conseil communal du 15 juillet 1889,.

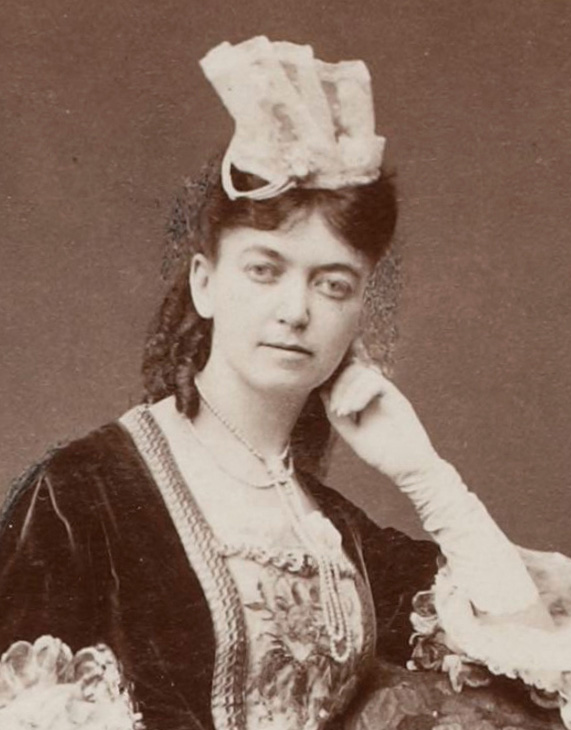
Hortense Montefiore.

L'architecte liégeois Joseph Lousberg conçoit dès mars 1888 l'apparence de la fontaine, avec plusieurs variantes au niveau des éléments décoratifs, notamment au niveau de l'élément coiffant le fut.
Le projet final propose une fontaine coiffée de la statuette d'une botteresse au repos due au sculpteur hollandais Henri Beckers. Tandis que la botteresse est d'emblée incluse dans les projets de Lousberg, ce dernier propose aussi des variantes coiffée d'une pomme de pin ou saint Michel terrassant le dragon. Les journalistes de La Meuse, dans leur édition du 19 avril 1889, décrivent la botteresse comme « bien campée, le poing sur la hanche ». Ces statuettes sont coulées à la fonderie des bronzes phosphoreux d’Anderlecht, dont Georges Montefiore-Levi est propriétaire. L'alliage de bronzes phosphoreux est d'ailleurs mis au point par lui-même en 1869,,.
Les fontaines Montefiore, en fonte, sont fabriquées en série par la fonderie liégeoise Requilé et fils, et proposées par exemple au catalogue de la Compagnie générale des conduites d'eau, située à l'époque quai des Vennes,. Elles ont toutes une structure identique (deux vasques surmontées d'une colonne coiffée d'un chapiteau corinthien sur lequel se tient la statuette d'un métier féminin lié au patrimoine liégeois), et sont conçues autant pour désaltérer les passants que les animaux, soulignant les intentions de la SRPA. À la colonne est attaché un gobelet de fer blanc par une chaînette pour les passants, qui est régulièrement volé. La base de la colonne est décorée de plusieurs frises ouvragées, ainsi que des coquilles Saint-Jacques. Au pied de la colonne se trouvent quatre dauphins crachant des jets d'eau dans la grande vasque supérieure destinée aux chevaux et séparés par des figures de roseaux et de roses, et la vasque inférieure, au niveau du sol, destinée aux chiens de charrettes et aux oiseaux, est alimentée par quatre têtes de lion alternées par les initiales de la donatrice sur la frise intermédiaire du fut inférieur, dont la frise supérieure est arborée de quatre anneaux pour y attacher les cordes ou laisses des animaux. La margelle de la vasque supérieure porte en double l'inscription « Fontaine-abreuvoir Montefiore-Bischoffshein 1888 », ainsi que d'autres coquilles Saint-Jacques reliées par des guirlandes,.

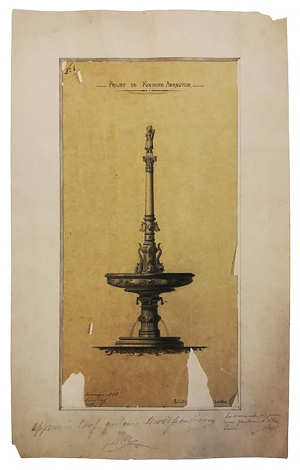
Projet de Joseph Lousberg avec des têtes de bœufs à la place des coquilles Saint-Jacques.
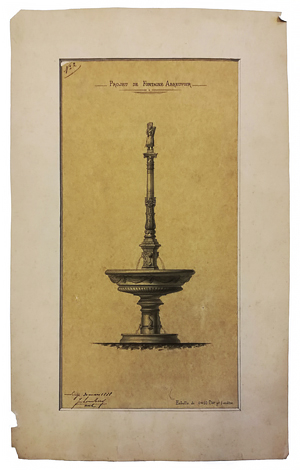
Projet de Joseph Lousberg avec les lions et les dauphins inversés.
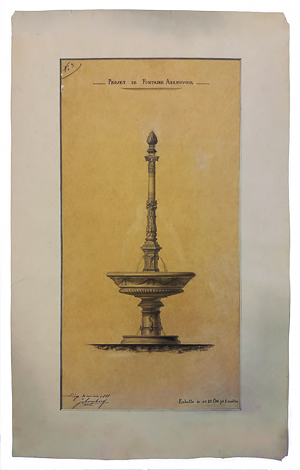
Projet de Joseph Lousberg avec des coquilles Saint-Jacques à la place des dauphins et une pomme de pin à la place de la botteresse, évoquant le perron de Liège.
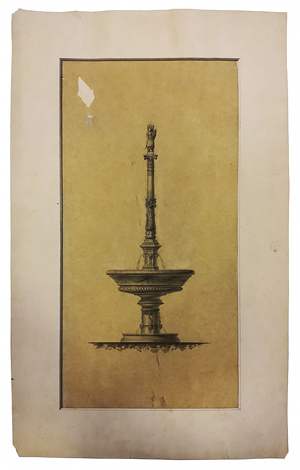
Projet de Joseph Lousberg avec des coquilles Saint-Jacques à la place des dauphins.
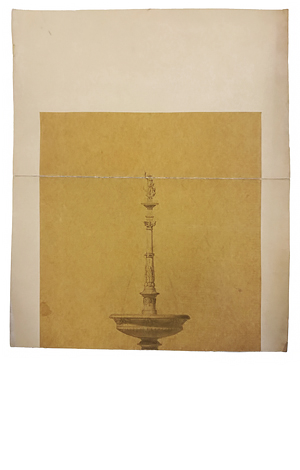
Projet de Joseph Lousberg, avec saint Michel terrassant le dragon à la place de la botteresse.

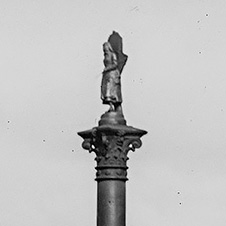
Statuette de la botteresse sur chapiteau corinthien (place Cockerill, 1890).
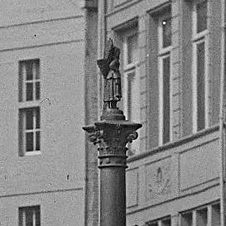
Statuette de la botteresse sur chapiteau corinthien (Quai de la Goffe, 1890).
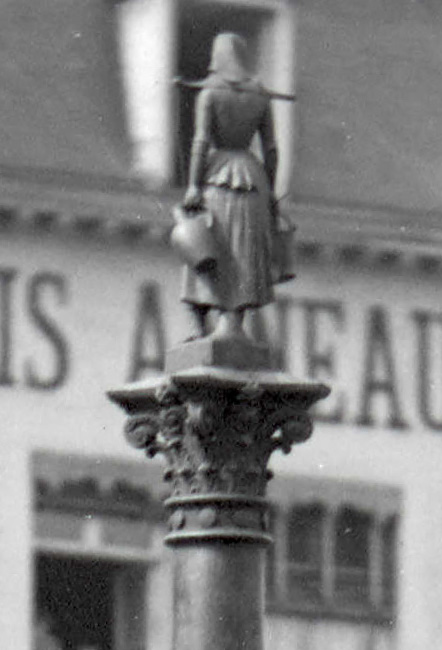
Statuette de la porteuse d'eau sur chapiteau corinthien (place Cockerill, 1892).
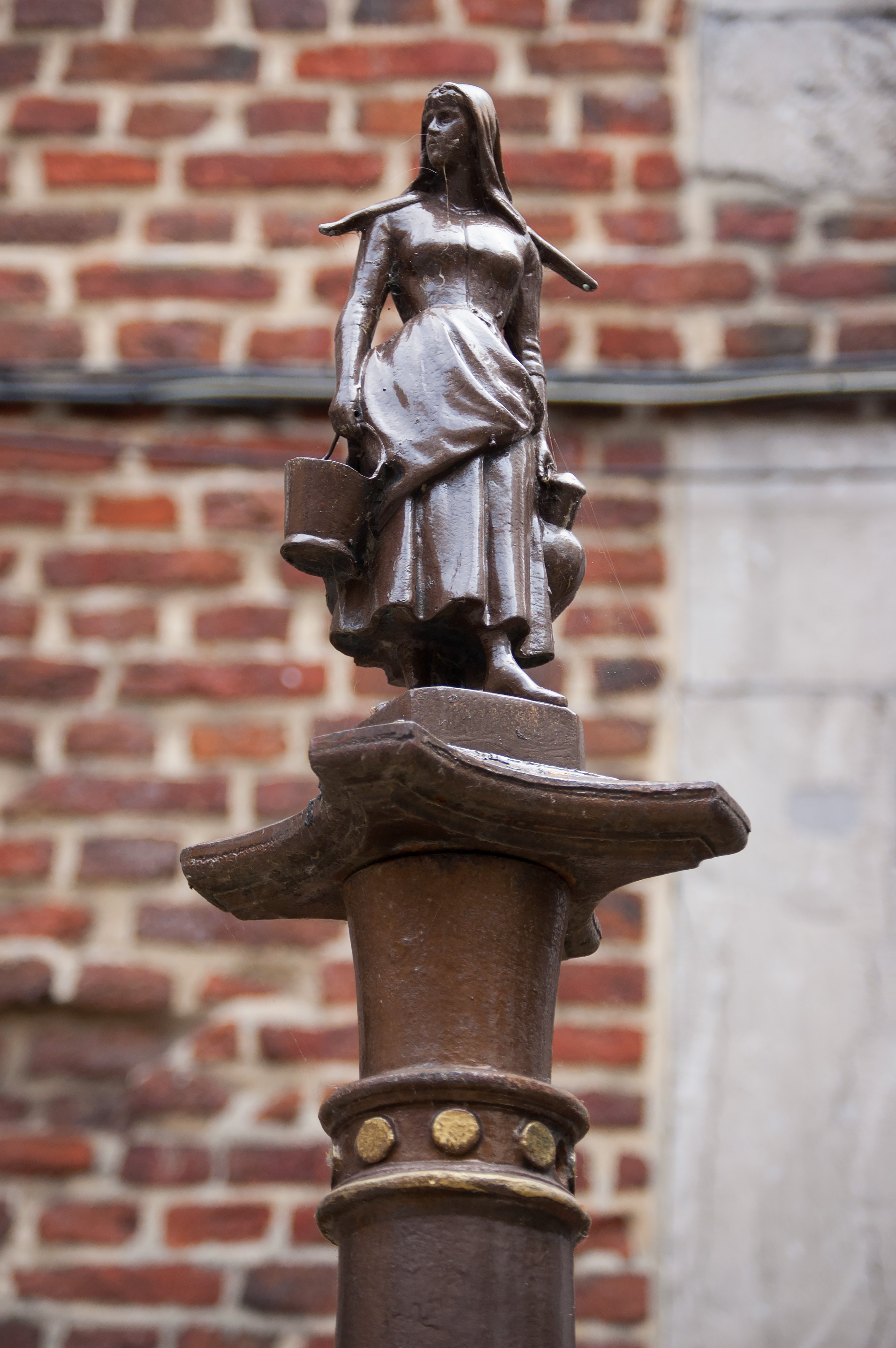
Statuette de la porteuse d'eau sur chapiteau contemporain (Roture, 2021).
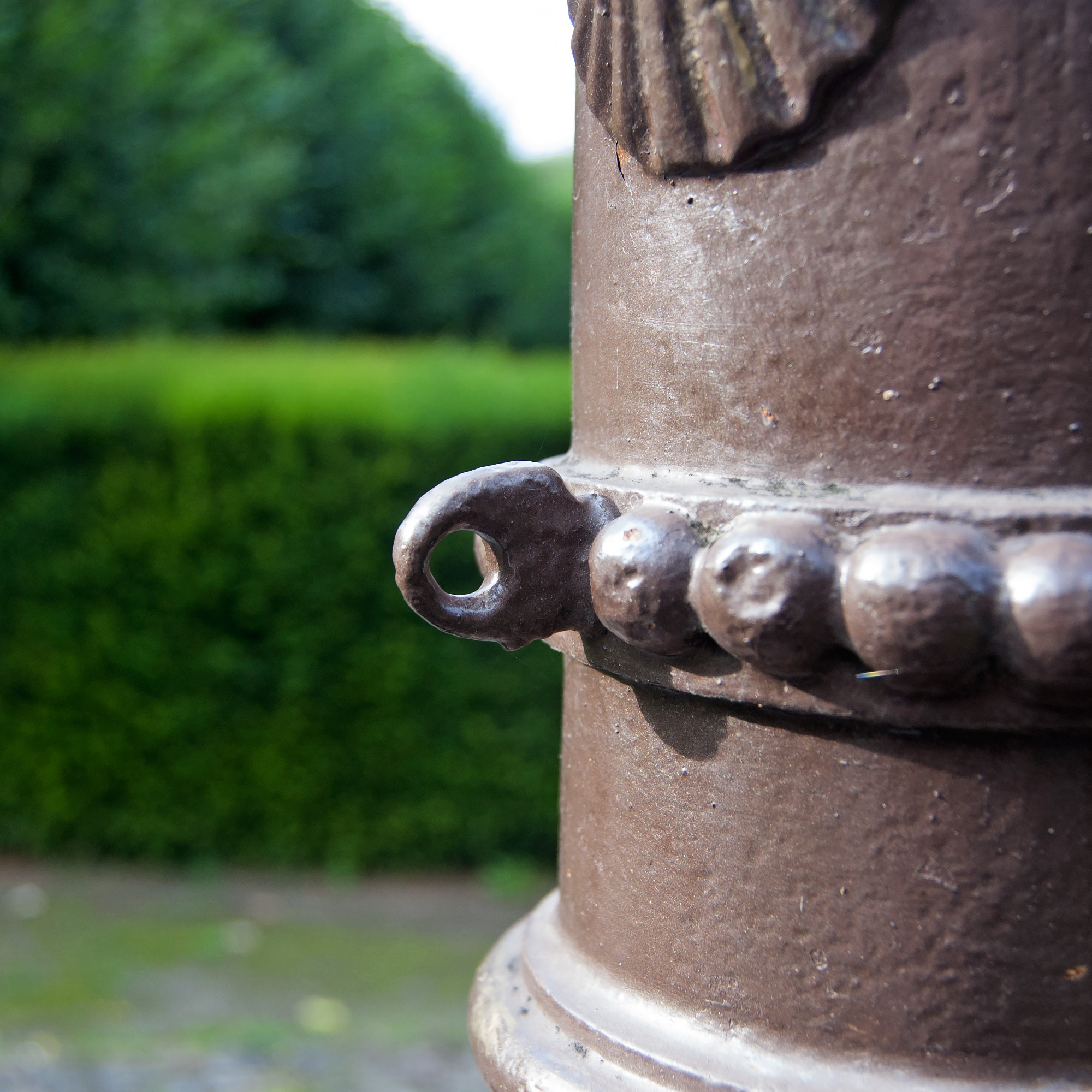
Attache de le chaînette du gobelet (Péralta, 2021).
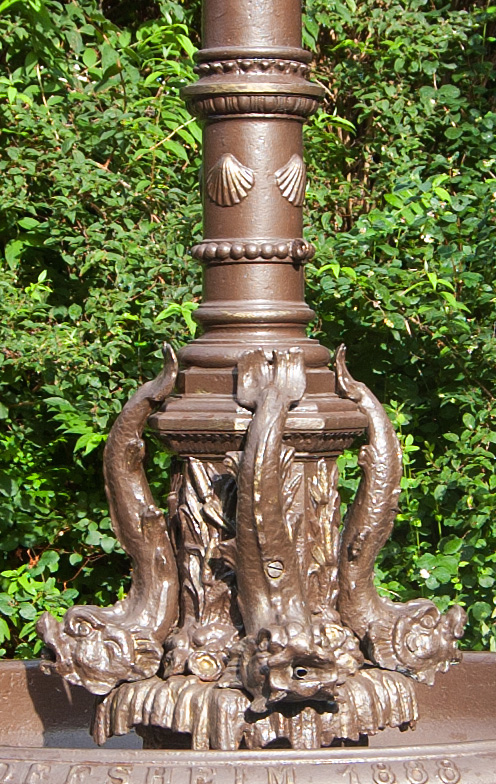
Les coquilles Saint-Jacques et, dessous, les dauphins cracheurs séparés par des roseaux et des roses (Péralta, 2021).
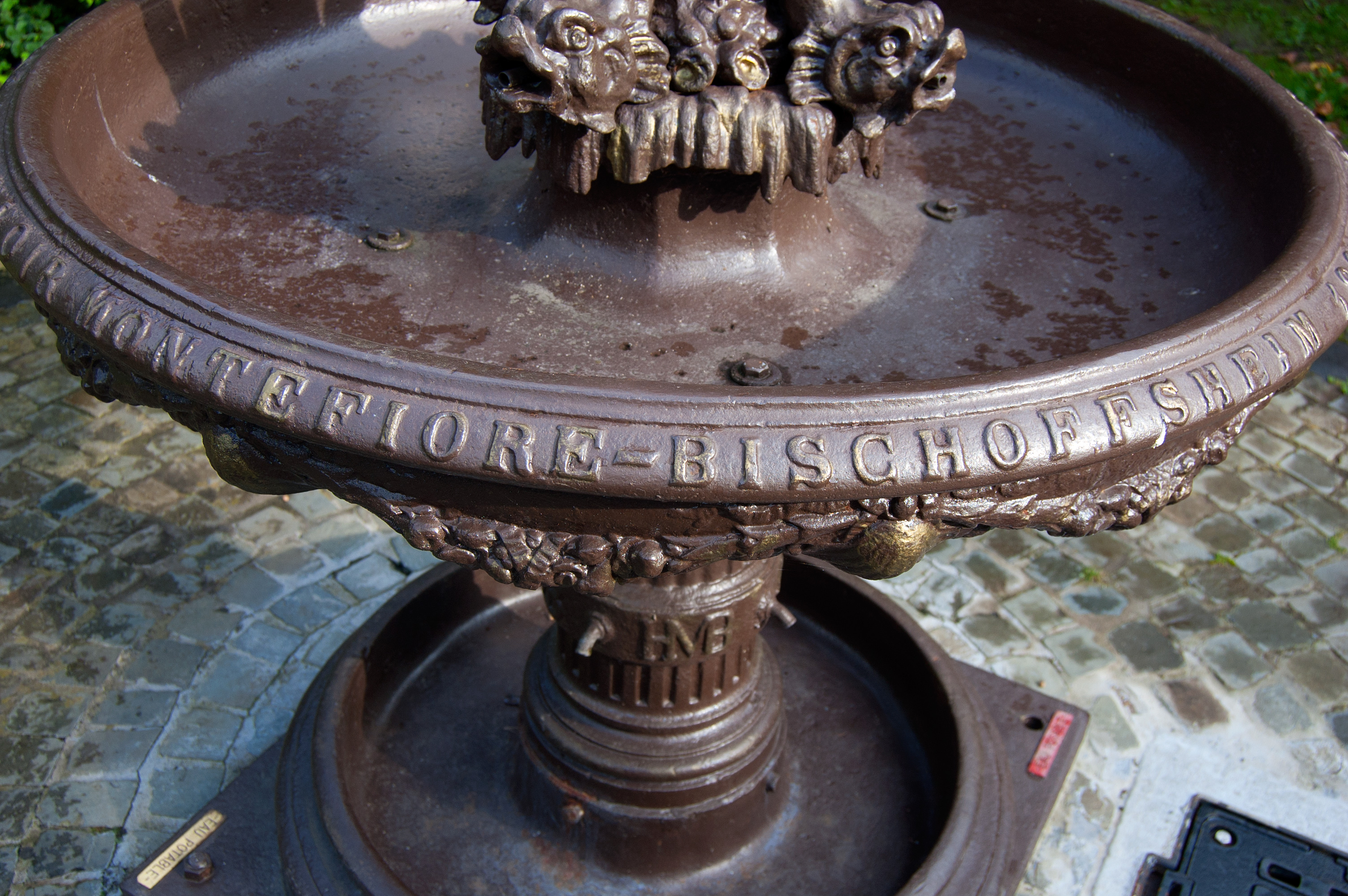
Nom de la donatrice sur la margelle de la grande vasque (Péralta, 2021).
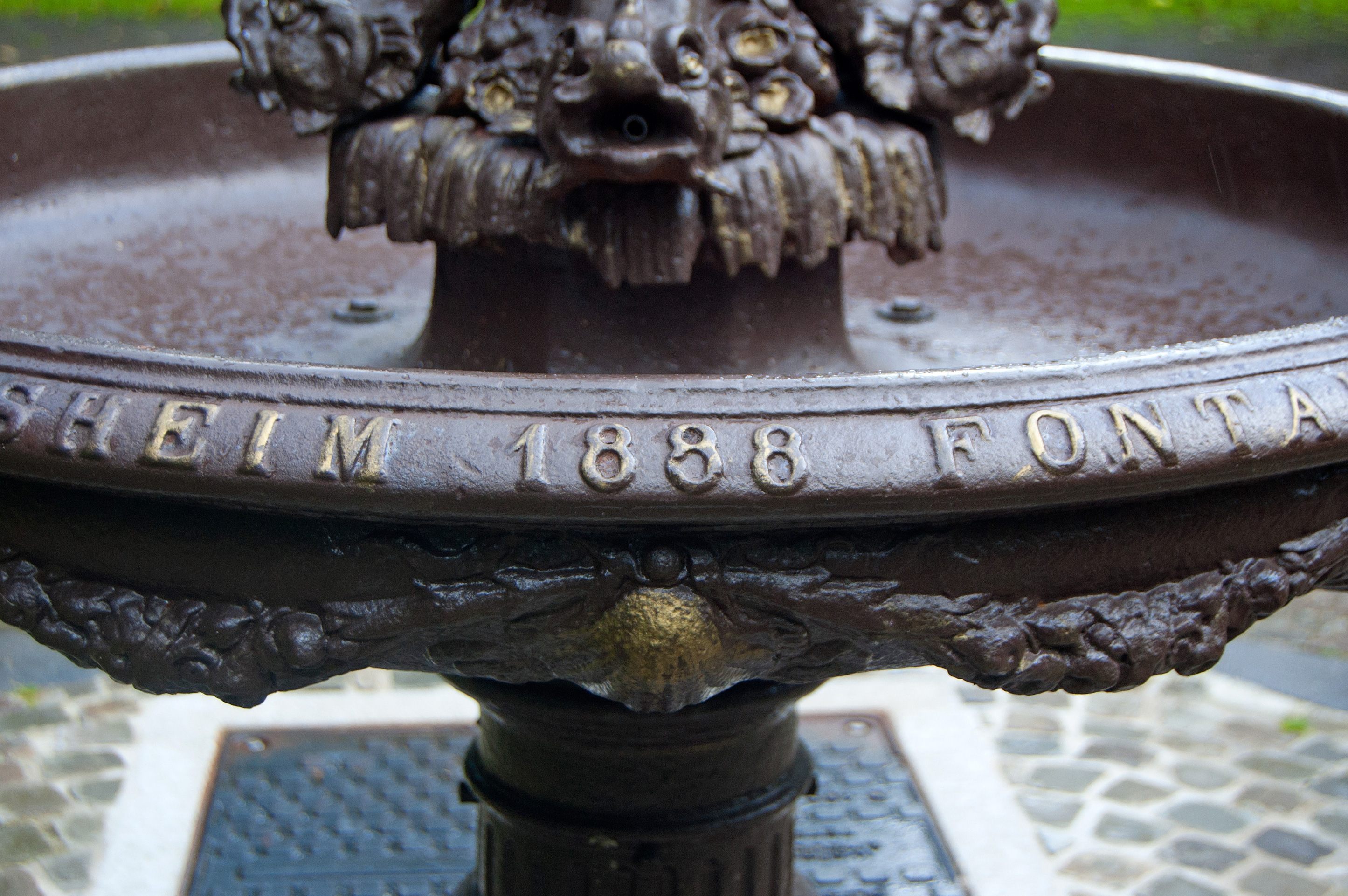
Date qu'on trouve sur les modèles de 1888 sur la margelle de la grande vasque (Péralta, 2021).
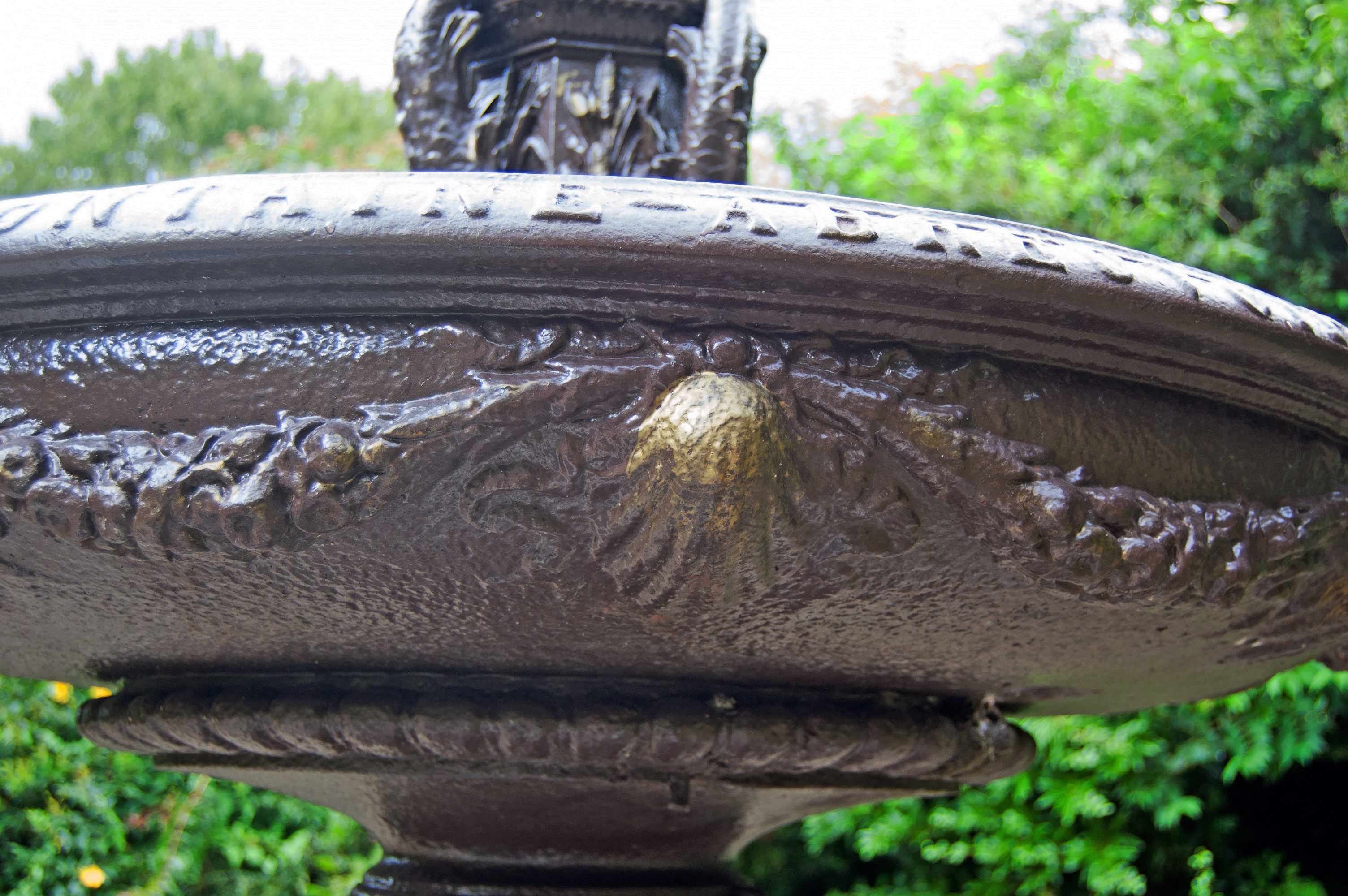
L'une des coquilles Saint-Jacques reliées par des guirlandes sous la grande vasque (Péralta, 2021).
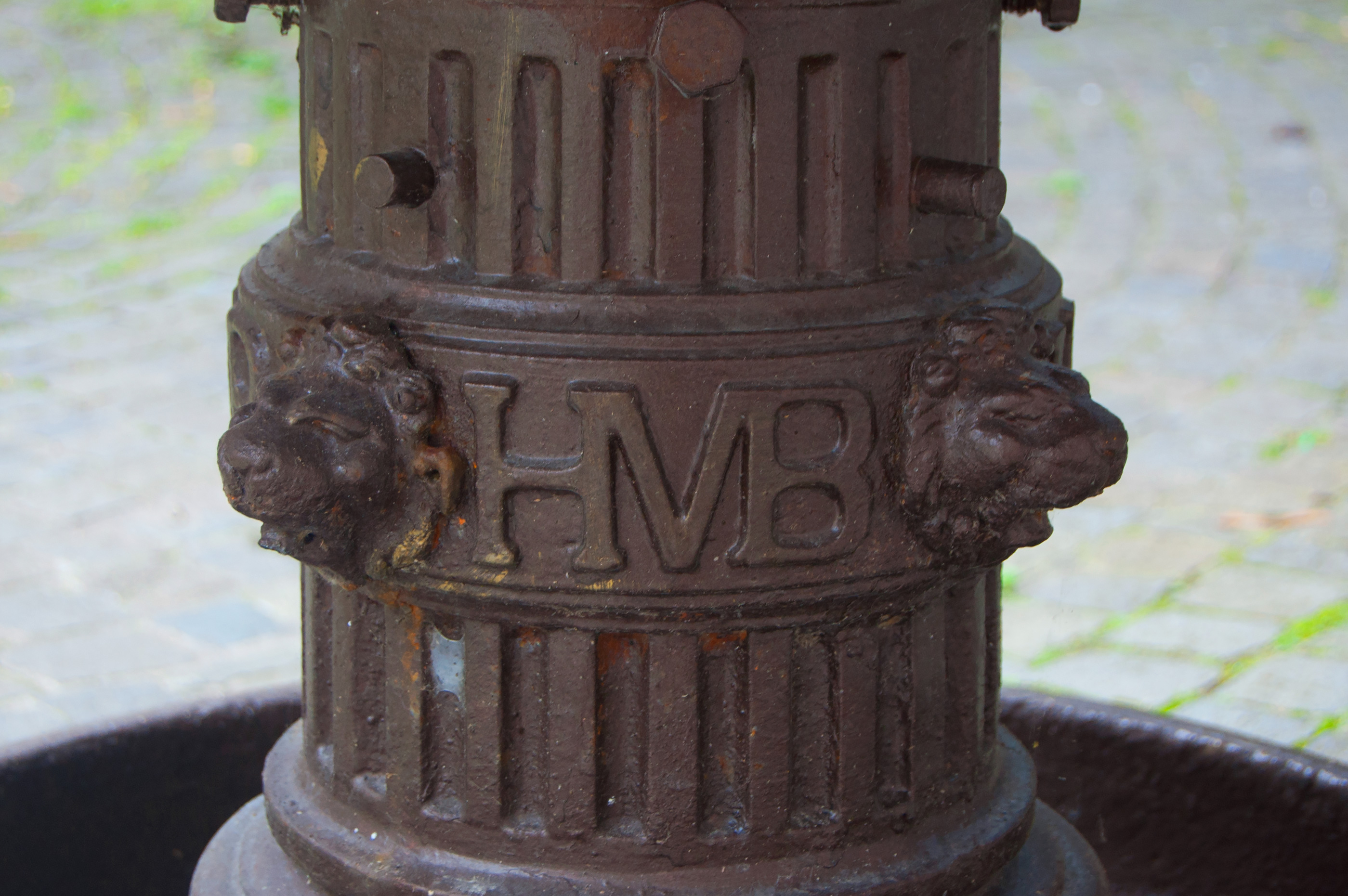
Lions cracheurs et initiales de la donatrice au-dessus de la petite vasque (Sur-les-Foulons, 2021).

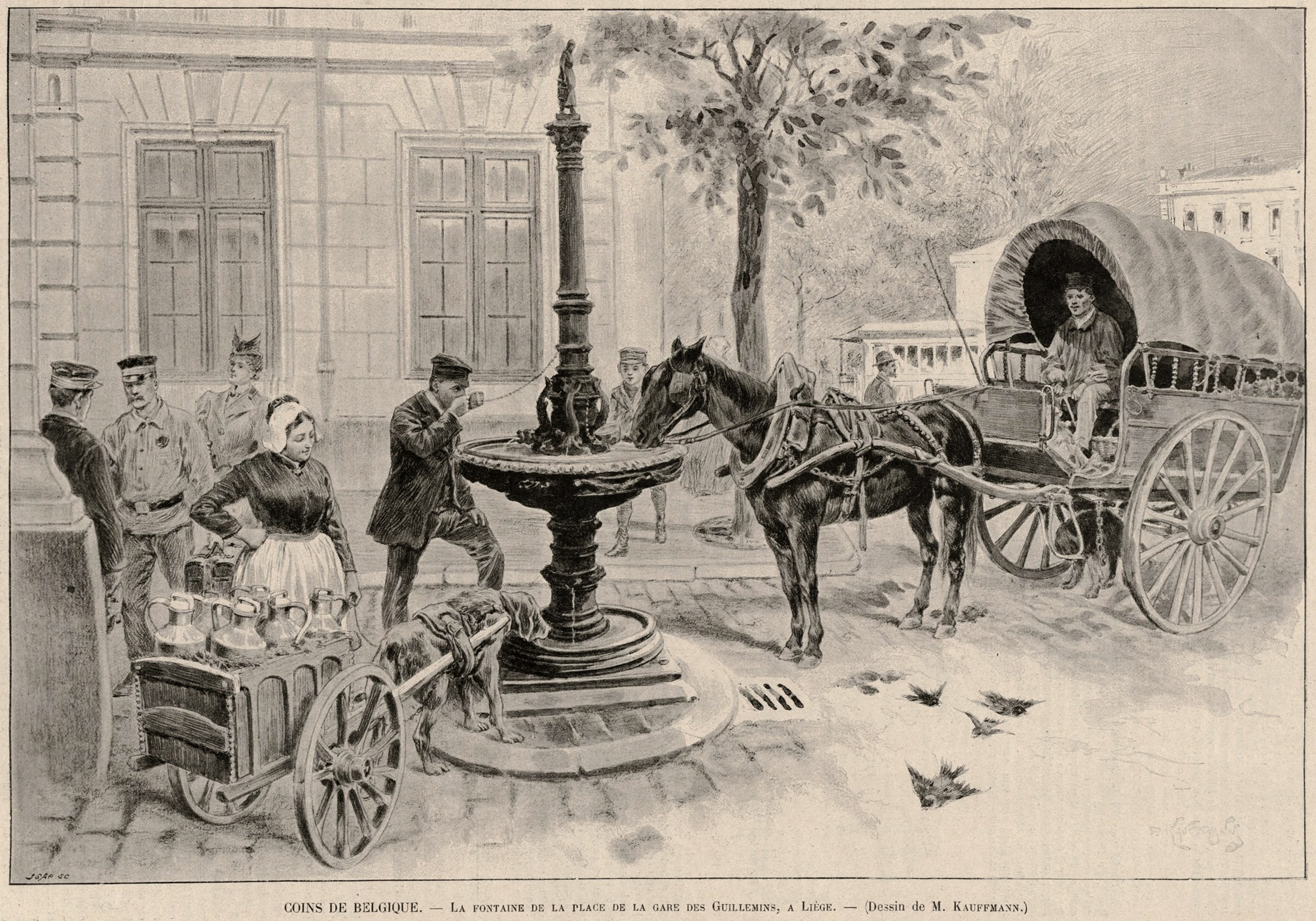
Illustration de la fontaine Montefiore des Guillemins par Kauffmann, montrant chaque utilisateur potentiel.

Le premier lot de dix fontaines est installé à travers la ville durant les mois d'avril et mai 1889, à des endroits où la circulation est la plus active (souvent au carrefour de plusieurs voies). Malgré le succès initial des fontaines cependant, des vandales renversent déjà celle située place Cockerill dès la nuit du 30 novembre 1889, ce qui sera le premier épisode de nombreux dégâts fait aux fontaines durant leur existence,.
Le no 2153 du magazine français Le Monde Illustré, daté du 2 juillet 1898 et proposant une illustration à forte licence artistique de la fontaine des Guillemins par Paul Adolphe Kauffmann, décrit les fontaines Montefiore comme suit :

« Coins de Belgique : La fontaine de la place de la gare de Guillemin [sic] à Liège. — Un cheval, un chien, un homme s'abreuvent à la même fontaine — la fontaine égalitaire. Il y a une sorte de leçon dans cette pittoresque scène de mœurs ; encore bien qu'il soit permis de se demander si vraiment on boit tant d'eau que cela en Belgique : passe pour le cheval et le chien, mais l'homme ? Dans cet heureux pays où le faro coule à plein fleuve, où le rez-de-chaussée de chaque maison est occupé par un estaminet, jamais désempli, la chose paraît quelque peu invraisemblable. Mais elle fournit le motif d'une jolie scène bien vue et bien rendue, et il suffit d'avoir traversé Liège pour reconnaître la vérité du joli coin que nous montre Kauffmann. »

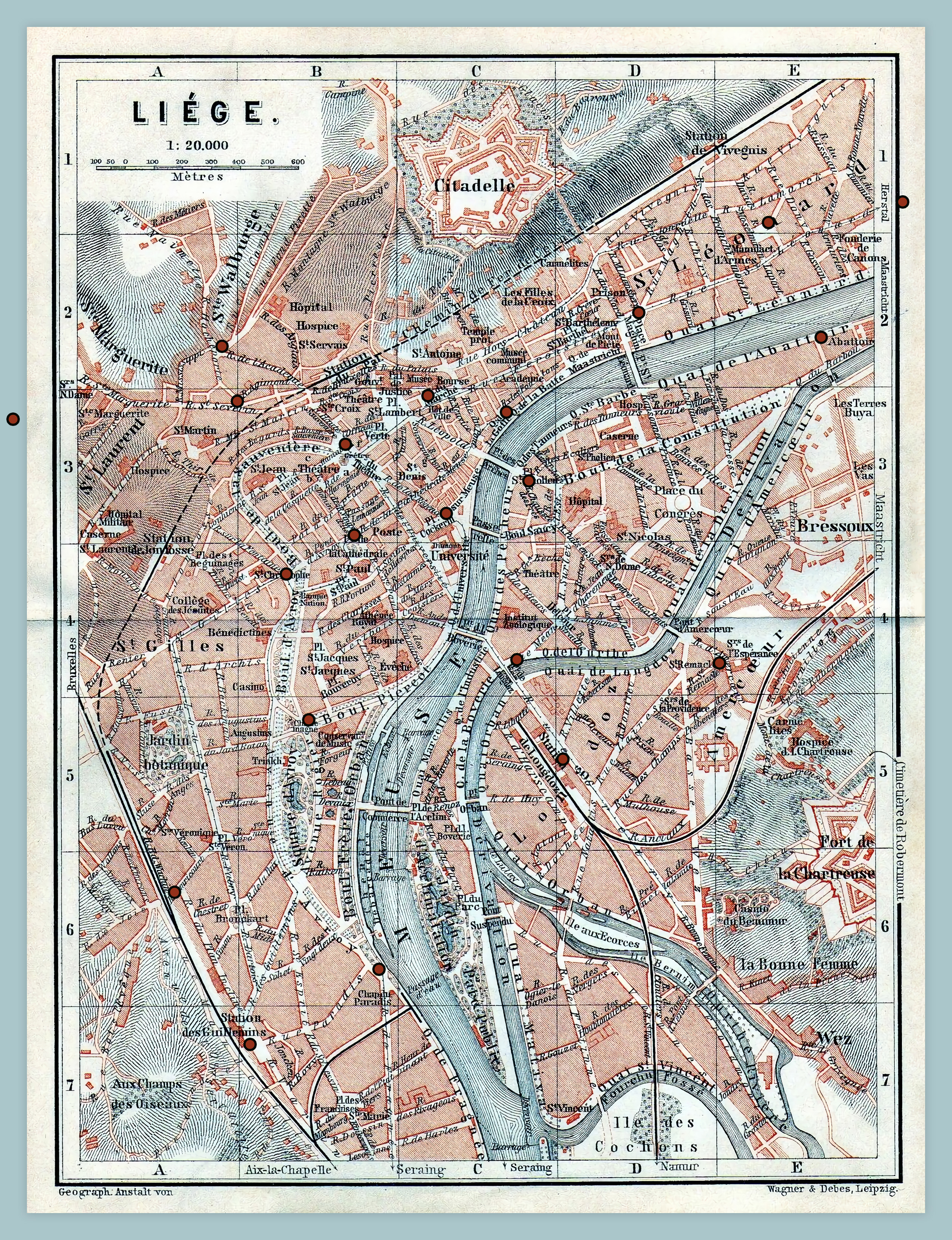
Reconstitution des emplacements originaux des fontaines sur la carte de Liège de Karl Baedeker de 1897.

En 1889, la fontaine offerte par la SRPA, du même modèle que la Montefiore, est installée devant le chauffoir public place Saint-Séverin,.
Face au succès remporté par ses dix fontaines auprès des habitants comme utilité et lieu de rencontre, et contribuant à l’embellissement de la ville, Hortense Montefiore offre le 22 janvier 1891 un second lot de dix, cette fois coiffées de la statuette d'une porteuse d'eau tenant un seau et une cruche reliés à un joug par des chaînettes, œuvre du sculpteur liégeois Léopold Harzé. L'offre est acceptée lors du conseil communal du 20 avril 1891,,.
L'annonce de l'installation de ce nouveau lot dans le journal La Meuse le 22 avril 1891 émeut un lecteur qui s'étonne, dans l'édition du 24 avril, qu'un quartier relativement plat comme Outremeuse, et déjà bien fourni en points d'eau, se retrouve doté de trois fontaines Montefiore, tandis qu'aucune n'est prévue pour le quartier Saint-Laurent où ont été supprimées deux fontaines (devant le couvent Sainte-Agathe  et au Mont Saint-Martin), et où il n'en reste plus qu'une seule adossée à la caserne de l'abbaye Saint-Laurent. Le lecteur suggère qu'une fontaine soit installée contre le mur du Trihay près de l'église Saint-Martin pour les chevaux ayant grimpé jusqu'à cet endroit, car l'eau fait très souvent défaut dans le quartier.

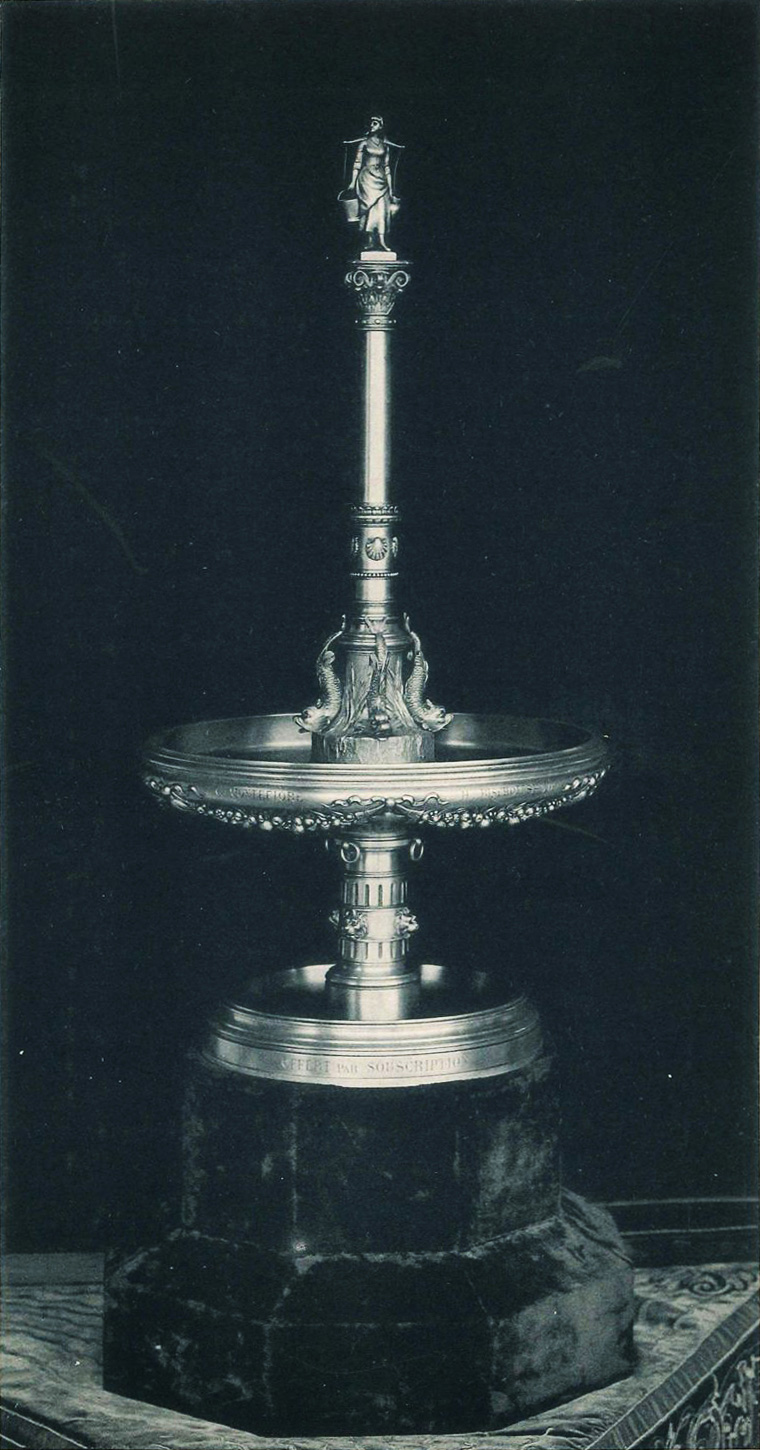
Surtout de table basé sur la fontaine Montefiore.

À l'aube du XXe siècle en 1898, Liège compte, en plus des fontaines Montefiore, sept fontaines monumentales, douze fontaines diverses, soixante pompes raccordées aux conduites d'eau, et cent-six bornes-fontaines, compensant grandement le manque d'accès à l'eau courante des maisons de la ville. En 1911, le nombre de bornes-fontaines se trouve réduit à une vingtaine, et moins d'une dizaine en 1954,.
Hortense Montefiore, résidant au château du Rond-Chêne à Esneux de 1882 à sa mort en 1901, fait aussi don à la commune de deux petites fontaines de pierre en 1889 et 1895,.
Le 28 juin 1891, les époux Montefiore fêtent leurs noces d'argent au château du Rond-Chêne. À cette occasion leur est offerte une copie réduite de la fontaine offerte à Liège, coiffée de la porteuse d'eau, sous la forme d'un surtout de table en argent massif financé par souscription, coulé et ciselé par Jacques Petermann de la Fonderie Nationale des Bronzes.
Les fontaines offertes par Montefiore étant un modèle standard, à cette époque d'autres villes en sont dotées, avec les colonnes coiffées par des éléments différents : le premier bâtiment de la gare de Visé disposait d'une fontaine coiffée d'un réverbère, la gare de Spa disposait d'une fontaine coiffée d'une vasque, Namur comptait plusieurs fontaines avec les colonnes coiffées de la même vasque que celle de la gare de Spa, et Maastricht dispose encore d'un exemplaire de 1897 dans la Boschstraat, à l'origine coiffée de la statue d'un chasseur avec des lièvres et des lapins, remplacée par une simple vasque, elle-même remplacée par la statuette de trois chevaux dans les années 1950.

#### Emplacements de 1888
Ce qui suit sont les emplacements originaux du premier lot de dix fontaines, coiffées de la statuette de la botteresse et installées à travers la ville durant les mois d'avril et mai 1889. Ces emplacements sont donnés dans un article de La Meuse du 19 et 20 janvier 1889,.
| Illustration | Localisation | Commentaire |
| ------------ | --- | --- |
|              | Emplacement : Quai de l'Abattoir, Outremeuse (aujourd'hui quai Godefroid Kurth) Coordonnées : 50° 38′ 51,4″ N, 5° 35′ 48,1″ E       | Citée en 1889 comme étant située quai de l'Abattoir et citée en 1954 comme étant située rue de l'Abattoir, ce qui la place au carrefour de la rue et du quai. Ne subsistait que la grande vasque à cette époque. Un déplacement sur la place du Congrès voisine est considéré avant cette date,. |
|              | Emplacement : Boulevard d'Avroy, Centre Coordonnées : 50° 38′ 24″ N, 5° 34′ 05,7″ E                                                 | Installée au carrefour des rues Saint-Gilles et Sur-la-Fontaine au bord de l'extrémité nord du boulevard d'Avroy. Démontée provisoirement en 1902 à la suite du doublement des voies du tram, mais jamais replacée. |
|              | Emplacement : Place de la Cathédrale, Centre Coordonnées : 50° 38′ 27,9″ N, 5° 34′ 17,1″ E                                          | Située face à la fontaine de la Vierge de Jean Del Cour Vinâve d'Île. Botteresse remplacée par la porteuse d'eau. |
|              | Emplacement : Place de la Cathédrale (bis), Centre Coordonnées : 50° 38′ 26,6″ N, 5° 34′ 18,6″ E                                    | Située dans la partie sud-est de la place, à l'opposé de l'emplacement original de la fontaine de la place de la Cathédrale, c'est un premier exemple de fontaine Montefiore restaurée. Elle est installée en 1949 à l'occasion de manifestations organisées en mémoire du sculpteur Léopold Harzé, auteur de la porteuse d'eau. Elle était la seule en 1954 à être complète parmi les douze fontaines encore en situation à cette époque. En 1963, c'était toujours le cas jusqu'à ce qu'une nuit la statuette et un des quatre dauphins cracheurs d'eau soient volés,. |
|              | Emplacement : Place Cockerill, Centre Coordonnées : 50° 38′ 30,6″ N, 5° 34′ 34,9″ E                                                 | Située au carrefour du quai Sur-Meuse, la place Cockerill et la rue la Régence, devant les maisons démolies pour édifier la Grand Poste en 1896, puis la poste elle-même après sa construction. Comme vu sur le cliché des enfants à la fontaine du quai pris en 1892 avant la construction de la poste, la botteresse avait déjà été remplacée par la porteuse d'eau, mais, d'après le cliché des femmes à la fontaine, elle était de retour après la construction de la poste. Elle était cependant manquante à partir de 1954.                                        |
|              | Emplacement : Quai de la Goffe, Centre Coordonnées : 50° 38′ 41,4″ N, 5° 34′ 42,9″ E                                                | Située au carrefour de la rue et du quai de la Goffe. Botteresse remplacée par la porteuse d'eau. À dater de 1954, elle avait été détruite par un camion, remplacée par celle de la place de la Vieille Montagne et remontée à quelques mètres vers la rue de la Cité, sur un petit îlot,. |
|              | Emplacement : Quai de la Goffe (bis), Centre, Coordonnées : 50° 38′ 41,2″ N, 5° 34′ 42,3″ E                                         | Située devant l'actuel no 9 et peu après le no 11, sur un petit îlot à quelques mètres de l'emplacement de la fontaine du quai de la Goffe, après sa destruction par un camion et son remplacement par la fontaine provenant de la place de la Vieille Montagne. À dater de 1954, il ne subsistait que la grande vasque,. |
|              | Emplacement : Rue Grétry, Longdoz Coordonnées : 50° 38′ 03,1″ N, 5° 34′ 54,6″ E                                                     | Située sur le côté gauche de la place de la gare de Liège-Longdoz donnant sur la rue Grétry, et nommée aujourd'hui place Henriette Brenu devant la Médiacité. La botteresse a vite été remplacée par la porteuse d'eau, et il ne subsistait que la grande vasque à dater de 1954,. À l'époque du Centre Longdoz ayant remplacé la gare, il est prévu, en 1995, de rénover la place, appelée à l'époque « place du Longdoz », et ses abords. Dans le cadre de ces réaménagements, une fontaine Montefiore est réinstallée.                                                |
|              | Emplacement : Rue Grétry (bis), Longdoz, Coordonnées : 50° 38′ 03,1″ N, 5° 34′ 54,6″ E                                              | Réinstallée après 1995,. |
|              | Emplacement : Place des Guillemins, Guillemins Coordonnées : 50° 37′ 31,4″ N, 5° 33′ 57,7″ E                                        | Située contre le pavillon gauche de la gare de Liège-Guillemins, côté rue Varin. Supprimée en 1931. |
|              | Emplacement : Place Maghin, Nord(aujourd'hui place des Déportés) Coordonnées : 50° 38′ 52,9″ N, 5° 35′ 09,3″ E                      | Située au sud-est de la prison Saint-Léonard, à l'angle des rues Mathieu Laensbergh et Saint-Léonard. Remplacée en 1935 par un abreuvoir de pierre. |
|              | Emplacement : Place du Marché, Centre Coordonnées : 50° 38′ 44,5″ N, 5° 34′ 30,7″ E                                                 | Située dans la zone faisant face à La Violette. Ne subsistait que la grande vasque à dater de 1954. Botteresse remplacée par la porteuse d'eau. |
|              | Emplacement : Place du Théâtre, Centre (aujourd'hui place de la République française) Coordonnées : 50° 38′ 38,8″ N, 5° 34′ 16,9″ E | Ne subsistait que la grande vasque à dater de 1954. À cet endroit commence aujourd'hui la rue de la Populaire, située dans l'Îlot Saint-Michel. |

#### Emplacements de 1891
Ce qui suit sont les emplacements originaux du second lot de dix fontaines, coiffées de la statuette de la porteuse d'eau. Ces emplacements sont donnés dans un article de La Meuse du 22 avril 1891, avec plus de précision que dans l'article de 1889,.
| Image externe |                                                 |
|               | Fontaine de l'avenue Blonden dans les années 50 |

| Image externe |                                                  |
|               | Fontaine du boulevard Piercot dans les années 50 |

### XXesiècle
Durant leur existence, presque toutes les fontaines sont endommagées ou détruites par accident ou vandalisme, et les statuettes sont presque toutes volées,. De nouvelles statuettes de la porteuse d'eau du second lot de fontaines doivent assez vite remplacer la botteresse du premier lot, comme pour celles de la place Cockerill, place de la Cathédrale, ou rue Grétry. L'année 1930 amorce la disparition graduelle puis totale des emplacements d'origine au cours du XXe siècle, mais aussi la création de nouveaux, en bonne partie encore présents au XXIe siècle.
L’augmentation du trafic ferroviaire et automobile (remplaçant les animaux) demande en effet le déplacement des fontaines vers des emplacements à l'abri du trafic pour laisser la place au développement de la ville, et ce en déplaçant une fontaine de quelques mètres, la déménageant dans un tout autre quartier, ou en la supprimant purement et simplement. À cette époque les fontaines détruites sont rarement remplacées car la fonderie les ayant fabriquées ayant cessé son activité et les moules originaux étant perdus sont un frein à leur remplacement. Les progrès en termes d'accès à l'eau courante dans les foyers précipite aussi l'obsolescence des fontaines publiques comme objet utilitaire,.
Malgré les services qu'elles rendent aux Liégeois, les fontaines peuvent aussi être vecteurs de maladies contagieuses. Durant l'été 1905, plusieurs cas de morve, maladie équine transmissible à l’homme, sont signalés dans la région de Liège. Malgré les demandes à la population de la police, relayées par le journal La Meuse, de ne plus faire boire les chevaux dans les fontaines Montefiore, certains habitants continuent de les laisser y boire, et continuent d'y boire eux-mêmes. La ville décide alors de fermer temporairement les bouches des fontaines pour placer des robinets destinés au remplissage des seaux, permettant ainsi d'abreuver les animaux sans utiliser les vasques et par conséquent limiter la propagation de la maladie,,.
En 1949, à l'occasion de manifestations organisées en mémoire du sculpteur Léopold Harzé, auteur de la porteuse d'eau, la fontaine de la place de la Cathédrale est restaurée, dans un premier exemple du genre, et réinstallée à l'opposé de son emplacement, plus près de la cathédrale,.
En 1954 subsistent encore douze fontaines en situation, mais seule celle reconstituée place de la Cathédrale en 1949 est complète, les autres étant privées de leur statuette ou de leur colonne. Ces dernières incluent les emplacements de la place Cockerill, rue Joseph Demoulin, place Saint-Pholien, place du Marché, place de la République française, rue Grétry, boulevard Piercot, avenue Blonden, rue Hemricourt, quai de la Goffe et quai de l'Abattoir. Dans le bulletin 106 du Vieux-Liège, le chroniqueur Charles Bury déplore la disparition progressive des fontaines qu'il considère comme faisant partie du paysage liégeois et souligne le cachet qu'elles apportaient à la ville en tant qu'élément marquant du folklore liégeois de 1900.

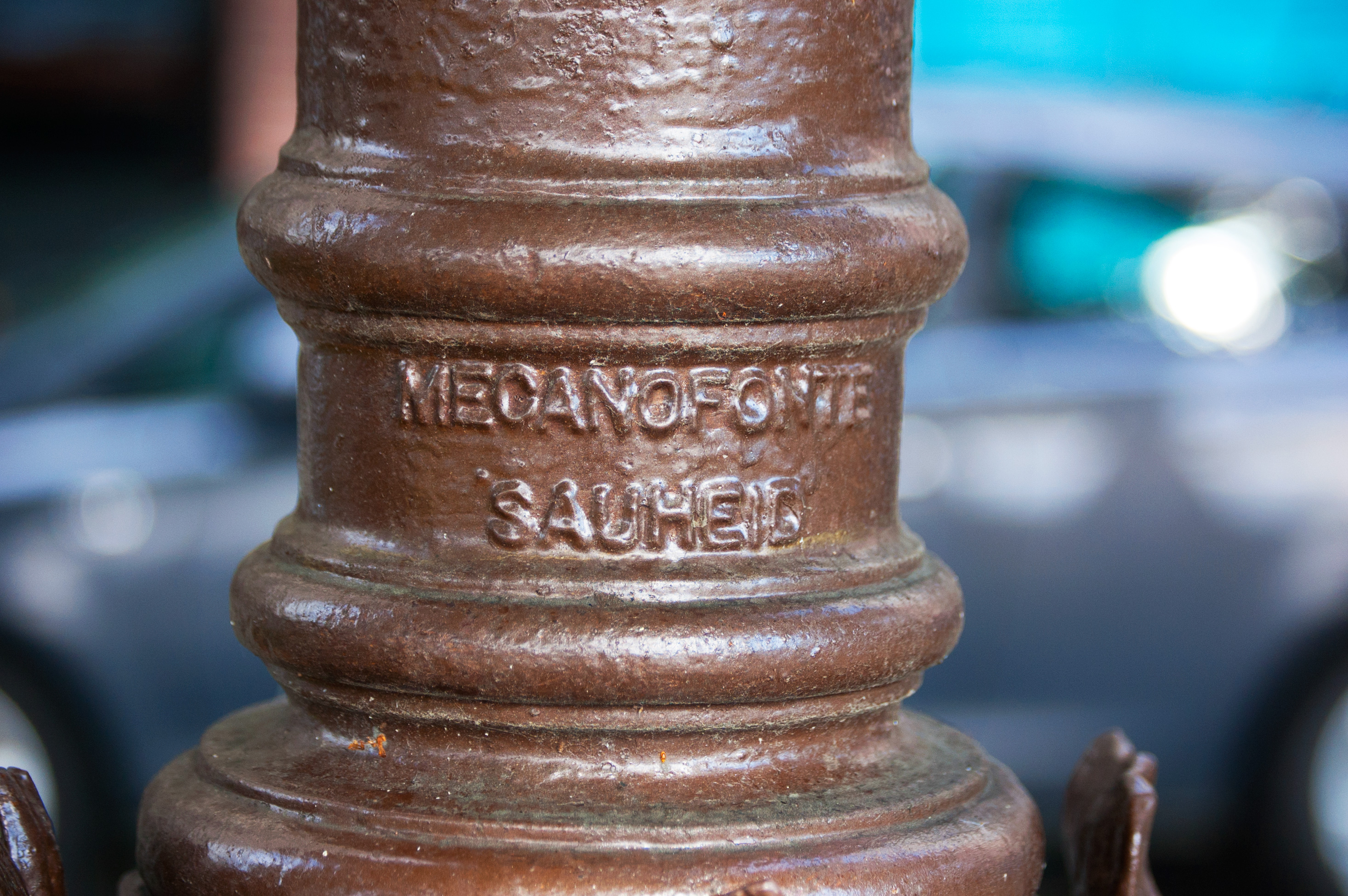
Signature de Mecanofonte, fondeur des nouvelles colonnes (2021).

En 1963, il n'en reste plus que quatre en situation. Sur la place du Marché, de la République française et Cockerill, incomplètes et dans un mauvais état général, ainsi qu'une cinquième reposant au dépôt du service des plantations de la ville. La quatrième en situation est celle de la place Cathédrale, toujours la seule à être complète depuis sa restauration en 1949, jusqu'à ce que sa statuette de porteuse d'eau et un des quatre dauphins cracheurs soient volés une nuit de la fin du mois de mars 1963. Cet exemplaire de la porteuse d'eau étant à l'époque une reproduction unique de la statuette de Harzé dont l'original est perdu, sa disparition suscite un certain émoi. Après une enquête, il est découvert qu'il s'agit d'une blague d'étudiant, et la statue (mais pas le dauphin) est finalement restituée,,.
En 1972, les fontaines toujours en situation sont les mêmes qu'en 1963, et le service des plantations de la ville possède à nouveau la statuette originale de la porteuse d'eau. À cette époque, Mr. Nelissen, le directeur du service, caresse le projet de restaurer plusieurs fontaines et de les placer à des endroits où elles seraient mieux à l'abri des dégradations, comme par exemple au centre de parterres de fleurs. 
Ce projet va déboucher sur la suppression définitive des anciens emplacements et la création de huit nouveaux, inaugurés vers 1976. Ils sont établis à l'écart du trafic, souvent dans des sections nouvellement transformées en piétonnier, dans les quartiers du Centre et d'Outremeuse, et dans un diamètre de moins d'un kilomètre autour du pont des Arches : Vinâve d'Île, rue Moray, En Neuvice et rue Sur-les-Foulons pour le Centre, et quai de Gaulle, rue Porte-Grumsel et rue Roture pour Outremeuse, ainsi qu'un emplacement à l'écart du centre, au parc de Péralta à Angleur. Toutes les fontaines de cette époque arborent la porteuses d'eau, qui sont des copies pleines réalisées par les ateliers Lhoest à Herstal, les statuettes originales étant creuses[réf. nécessaire], et certaines bénéficient d'une nouvelle colonne aux décorations légèrement différentes (sur la forme uniquement, pas le fond) réalisées par la fonderie Mecanofonte, à Sauheid, qui a apposé son nom entre deux frises. En 1995, deux fontaines sont en cours de restauration, dont une qui rejoint plus tard la place du Longdoz, un neuvième emplacement. Un exemplaire avec colonne d'origine, mais coiffé d'une pomme de pin, se trouve aussi au parc de Sept Heures à Spa depuis au moins 1991,,.

#### Emplacements passés
Ce qui suit sont les emplacements créés au XXe siècle mais ayant été supprimés depuis.
| Image externe |                                                     |
|               | Fontaine de la rue Porte-Grumsel dans les années 80 |

| Image externe |                                  |
|               | Fontaine de la rue Moray en 1983 |

| Image externe |                                  |
|               | Fontaine du Vinâve d'Île en 1982 |

#### Emplacements présents
Ce qui suit sont les emplacements créés au XXe siècle subsistant au XXIe siècle. Ces fontaines sont coiffées de la porteuse d'eau et fournissent de l'eau potable, à l'exception de celle de Spa. Les coordonnées des fontaines de Liège sont les coordonnées officielles. Ces modèles ont perdu leur chapiteau corinthien qui a été remplacé par un modèle plus simple que l'on trouvait aussi sur des fontaines du même type à Namur.
| Illustration | Localisation                                                                            | Commentaire |
| ------------ | --------------------------------------------------------------------------------------- | --- |
|              | Emplacement : Quai de Gaulle, Outremeuse Coordonnées : 50° 38′ 32,2″ N, 5° 34′ 44,9″ E  | Située devant le no 12, à mi-chemin entre la passerelle Saucy et le pont des Arches. Lions cracheurs incomplets à dater de 2021. |
|              | Emplacement : Place Gabriel, Outremeuse Coordonnées : 50° 38′ 24,3″ N, 5° 34′ 58,2″ E   | Située au coin sud-est de la place Gabriel située au milieu de la rue. Lions cracheurs incomplets à dater de 2021. |
|              | Emplacement : En Neuvice, Centre Coordonnées : 50° 38′ 40,1″ N, 5° 34′ 39,3″ E          | Situé à l’extrémité sud-est de la rue, c'est l'emplacement contemporain le plus connu et le seul repris à l'inventaire du patrimoine. En 2003, elle apparaît dans le film franco-belge Jeux d’enfants. En 2015, elle est renversée par une camionnette et cassée en trois morceaux, puis remplacée par un autre exemplaire provenant du stock des anciennes fontaines des ateliers du service des plantations de la ville,. À dater de 2021, les lions cracheurs sont incomplets. Fin juillet 2023, la fontaine est à nouveau renversée et cassée ; une enquête est ouverte pour déterminer s'il s'agit de vandalisme ou d'un accident. En attendant d'être réparée, la fontaine est remplacée par un autre exemplaire provisoire quelques jours plus tard. |
|              | Emplacement : Parc de Péralta, Angleur Coordonnées : 50° 36′ 41,5″ N, 5° 35′ 10,3″ E    | Située dans la partie est du parc. La porteuse d'eau dont elle était coiffée a été brièvement manquante jusqu'à son remplacement à la fin des années 2010. Lions cracheurs cependant incomplets à dater de 2021. |
|              | Emplacement : Rue Sur-les-Foulons, Centre Coordonnées : 50° 38′ 47,4″ N, 5° 34′ 53,6″ E | Située à l'extrémité sud-est de la rue. |
|              | Emplacement : Parc de Sept Heures, Spa Coordonnées : 50° 29′ 35″ N, 5° 51′ 45,3″ E      | Située à l'extrémité sud-est du parc, au pied du funiculaire, elle est d'abord peinte en vert et surmontée d'une pomme de pin, disparue et remplacée ensuite par une simple boule, disparue à son tour. Présente depuis au moins 1991,. |

### XXIesiècle
Au début du XXIe siècle subsistent cinq fontaines en situation à Liège, ainsi qu'une à Spa. Elles se trouvent toujours aux emplacements créés au XXe siècle, à l'exception des rues Moray, Porte-Grumsel et place du Longdoz ayant été supprimés depuis.
Dans les années 2010, les ateliers du service des plantations de la ville possèdent toujours dans leurs stocks des anciens exemplaires des fontaines supprimées. Durant cette décennie la peinture des fontaines en situation est restaurée et elles reçoivent une couche de peinture marron, avec certaines éléments rehaussés par de la peinture dorée, notamment les inscriptions de la grande vasque, les dauphins ou les coquilles Saint-Jacques.
Les fontaines de Liège ont été renouées à leurs origines, car de juin à octobre, elles fournissent toutes de l'eau potable, parmi les autres points d'eau potable publics de la ville. Début 2020 cependant, la pandémie de Covid-19 contraint la ville à désactiver tous ses points d'eau potable. Presque tous les points, sauf les Montefiore, sont réactivés en été de la même année. À la suite des inondations de juillet 2021 et les travaux du tram, les rats envahissent les rues et certains se réfugient dans les fontaines Montefiore toujours désactivées. En 2022, les fontaines sont finalement réactivées.